# ハイスピードカメラ
ハイスピードカメラ (High speed camera) とは、高速現象を撮影することを目的としたカメラ装置である。
古くは旧来のフィルムを記録媒体に用いたフィルム式ハイスピードカメラ（フィルムを高速回転しながら撮影）が主流であったが、現在では記録部に半導体デジタルメモリ（DRAM）を用い、記録速度を速めたものが主流となっている。デジタル記録方式のカメラ技術が進んだため、フィルム方式のハイスピードカメラはその取り扱いの煩雑さやコストの面からもほぼ終息した。ただし、フィルムが持つ情報量はデジタルのそれを遙かに凌駕しており、解像力を重視する映画やCMの現場、濃度情報を重要視するテーマ（燃焼など）を抱える研究・開発系の現場ではまだフィルムカメラが多用されている。こうした業界へもデジタル方式のハイスピードカメラは浸透し始めており、フィルム式ハイスピードカメラの稼働率は確実に低下している。

## 呼称
ハイスピードカメラとハイスピードシャッターカメラを混同するケースがあるが、ハイスピードカメラは1秒間に30フレーム（コマ）を超えるフレーム（コマ）を連続的に撮影できるカメラのことであり、シャッターカメラはあくまでも1フレーム（コマ）を撮影する間の露出時間が短いカメラのことを指す。また、ハイスピードカメラで撮影した映像を通常のコマ数（映画では秒速24コマ）で再生すると、通常の速度の現象がスローモーションとして見えるため、スーパースローカメラと称されることがある。

## 構造

### フィルム式ハイスピードカメラ
フィルム式ハイスピードカメラには、書き落とし式とロータリープリズム方式がある。書き落とし式のハイスピードカメラは、ロータリープリズム方式より高画質であるが、35mmで200コマ程度までがフィルムの耐久性の物理的な限界であった。1949年にSMPTEは250コマ以上の機材をハイスピードカメラとした。
カメラに収められたフィルムのロールを高速で回し（送り）、撮影を行う。書き落とし式のフィルムハイスピードカメラの撮影速度は、メカ駆動であることからも最大で1万コマ/秒程度が上限（2万コマの機器は存在する）とされている。フィルムをドラムに巻いて撮影する方法などを用い、少ないコマ数ながらも100万コマ/秒を超える機器も存在する。その機構上、目的とするコマ数にフィルムを送る速度が達するまでの立ち上がり時間が必要で、実質的に目的とする速度に達した後に定速撮影できる時間は数秒程度が一般的となる。また、フィルムを高速で送るため、その最後の部分がカメラ内で暴れて粉々に砕けるので、次の撮影を行う場合はカメラの機構部分を分解するなどの念入りな清掃作業が必要となり、繰り返し撮影を行う場合は相当な時間を要する。

### デジタルハイスピードカメラ
デジタルハイスピードカメラの構成要素はビデオカメラと大差ないが、大別すると一体型と分離型が存在する。一体型はカメラのボディー内に記録用メモリーや処理系の回路を内蔵し、筐体としては1つのハードで構成される。分離型はセンサーとその周辺回路以外の機能を持たない小さなカメラヘッドと、専用のカメラケーブルで結ばれたメモリや処理系の回路を内蔵した本体部分で構成される。こうした外観の違いは使用される環境や目的を考慮した結果である。また、撮影後の画像データを保存する必要がある場合はさらにパソコンが必要になる。パソコンとの接続にはUSB、IEEE 1394、ファイバーチャネル、イーサネットなどさまざまな形式があるが、どの接続方式を採用するかはメーカーの考えに依存している。また、一部の分離型ハイスピードカメラの中には本体部分に専用のボディーを使用せず、直接パソコンにカメラを接続して使用する製品もある。
デジタル式の場合、撮影後すぐに映像を再生できるため、映像の評価をその場で簡単に行える。また、繰り返し撮影を行う場合は再度録画ボタンを押すだけで良いため、手軽に繰り返し撮影が行えるうえに消耗品も発生しないという特徴がある。この他、メモリ式カメラの最大の特徴としては、エンドレスループレコーディング機能が挙げられる。ビデオテープやフィルムを記録媒体に用いた場合は物理的に記録時間に限りがあるが、デジタルメモリーはその容量に応じた絶対記録時間内であれば、上書きを繰り返しエンドレス記録（リングバッファー）が行える。ただし、この場合は上書きされた映像が消えてしまう。
ハイスピードカメラに使用されるセンサーの多くはCMOSイメージセンサであり、CCDイメージセンサを使用したカメラは少ない。ハイスピードカメラに求められる最大の機能は、当然ながら高速で映像を撮影できることであるため、高速で電荷を読み出せるCMOSの特徴がマッチするためである。ただし、CMOSはCCDに比べて感度やノイズの点で不利な場合が多く、こうした問題点をいかに解決するかがセンサー開発の鍵となる。
通常のデジタルビデオカメラとは全く異なる方式でハイスピード撮影する物もある。撮影するコマ数と同じだけ光を分岐し、映像を一つのセンサーの異なるセグメントに分割して結像させる方式である。この方式では最高10億コマ/秒の撮影が可能であるが、撮影出来るコマ数は分割したセグメント数までである(NAC社のULTRANAC Tau)。
最近では高画質・高感度なCMOSセンサーが開発され始め、少しずつハイスピードカメラに採用されるケースが増えつつある。しかし、こうしたハイスピードカメラに使用できるセンサーが手軽に入手できるようになったことから、ハイスピードカメラのメーカーが乱立しており、ユーザーの立場から見れば使用する場合に選択の幅が広がったとの利点もある代わりに、機能や性能・特徴を表示したカタログやWEB上での表現が分かりづらいため、目的とする機能・性能を得られない製品を誤って選択してしまうケースがあるので、注意が必要。現在ではカシオ・エクシリム Pro EX-F1のように、デジタルカメラにも1200fpsの高速度撮影の機能を備えた機種がある。

## 用途
主には工業計測装置、自然現象の解析、エンターテイメント制作の用途が挙げられる。

### 工業計測
- 自動車の衝突安全性の試験、運転者や同乗者が衝突時にエアバッグで適切に保護されるかなどといった状況の撮影
- 半導体生産装置（マウンター、ワイヤーボンダーなど）の不良動作解析
- 各種製品や材料などの落下・衝撃試験
- スポーツ選手のフォームチェックや用品開発のデータ収集、特にゴルフのスイングの解析や陸上選手の動作分析など。（野球/ピッチング、バッティングの瞬間、ゴルフ/インパクトの瞬間、テニス/サーブ、レシーブ、スマッシュの瞬間）。

### 自然現象の解析
- 爆発現象、燃焼現象の解析

- 昆虫や鳥の羽ばたきなど、動物の瞬間的な動作

- ミルクの王冠（milk crown）は、フィルムカメラの時代には撮影が困難だったが、ハイスピードカメラを使用すれば難なく撮影できる。
- ビデオ判定 - 試合時の異議申し立て（チャレンジ）の証拠として使う場合がある。

### エンターテイメント制作
- 上記の工業計測や自然現象の解析での映像がそのままエンタテインメントとして使われる場合がある。
- スポーツ中継でのスローモーションリプレイ。
- ミニチュア撮影におけるスケール感の演出。
- バラエティ番組での面白い瞬間の撮影用として。

### 主なカメラメーカー
- 株式会社キーエンス
- 株式会社ノビテック
- 株式会社ナックイメージテクノロジー
- 株式会社フォトロン
- 株式会社ディテクト
- 株式会社浅沼商会 産業機材事業部
- 株式会社島津製作所
- シナノケンシ株式会社
- 日本バイナリー株式会社
- IDTジャパン株式会社
- 株式会社日西技研

### 撮影サンプル
- 高速動画・事例集
- ハイスピード映像集
- スローモーション映像集『未体験映像の世界』
- おもしろ実験動画『高速度カメラの世界』
- 高速度撮影 解析事例集